# Raphael Keller
Raphael Keller (* 13. Februar 1973) ist ein ehemaliger Schweizer Fussballspieler.
Während seiner fussballerischen Karriere spielte er ab Januar 1999 zwei Saisons beim SC Kriens als Verteidiger in der 1. Mannschaft in der Nationalliga B. Danach wechselte er in die 2. Mannschaft (2. Liga interregional), in der er bis Sommer 2009, zuletzt als Spielertrainer, spielte. Daneben trainierte er bis im Frühling 2010 die U-16 Mannschaft des SC Kriens.
Zurzeit arbeitet Raphael Keller als Geographielehrer an der Kantonsschule Luzern. Nebenbei trainiert er seit Mitte 2010 die U-16 Mannschaft des FC Luzern.